# Der Frontgockel
Der Frontgockel ist ein deutscher Militärschwank aus dem Jahre 1955 von Ferdinand Dörfler mit Peter Pasetti und Nadja Regin in den Hauptrollen sowie den lustspielerprobten Darstellern Günther Lüders, Beppo Brem und Harald Juhnke in tragenden Nebenrollen. Die Geschichte basiert auf dem gleichnamigen Bühnenstück von Hans Fitz, der auch am Drehbuch mitschrieb.

## Handlung
Zweiter Weltkrieg. Die Wehrmacht hat 1940 Frankreich besetzt und für die deutschen Besatzungssoldaten beginnt eine ruhige Zeit, die manchem von ihnen wie ein Aufenthalt im Schlaraffenland vorkommt. Der schmucke Luftwaffenoffizier Oberleutnant von Flitsch glaubt fest daran, dass sein tierisches Maskottchen ihm von allen Unbilden fernhält. Dabei handelt es sich um einen stolzen Hahn namens Kasimir. Flitschs etwas vertrottelter Bursche sollte auf das gute Federvieh aufpassen, da geschieht ein Malheur: Kasimir wird gerupft und landet im gebratenen Zustand in den Mägen des bayerischen Gefreiten Xaver Wurzlechner und des Berliner Unteroffizier Fritz Schäffler.
Um seinen Vorgesetzten nicht in Rage zu versetzen, beginnt nun von Flitschs Bursche händeringend nach einem Ersatzgockel zu suchen, den er seinem Chef als falschen Kasimir unterschieben kann, ohne dass der Flieger davon Wind bekommt. Tatsächlich bemerkt der Luftwaffenoffizier den Schwindel nicht und steigt wie stets mit seiner Maschine und dem ausgetauschten Frontgockel an Bord in die Lüfte. Doch das bislang garantierte Glück ist Flitsch nunmehr abhold, und prompt fängt seine Maschine während eines Fluges Feuer. Im letzten Moment gelingt es dem Piloten mit einem Fallschirm abzuspringen, den falschen Kasimir in den Armen. Wieder sicheren Boden unter den Füßen, jagt von Flitsch den falschen Kasimir zum Teufel, mit der Begründung: „für die Wehrmacht untauglich“.

## Produktionsnotizen
Die Dreharbeiten fanden im Sommer 1955 in den Geiselgasteig-Studios bei München sowie in München und Umgebung (Außenaufnahmen) statt. Die Uraufführung war am 7. Oktober 1955 in der Essener Lichtburg, die Berliner Premiere am 30. Dezember desselben Jahres.
Franz Wagner übernahm die Produktionsleitung, Ludwig Reiber entwarf die Filmbauten, die Hannes König ausführte. Friedrich Wilhelm Dustmann sorgte für den Ton, Harry Friedauer für den Gesang.
Für den Schauspielveteran Nikolai Kolin bedeutete Der Frontgockel der Abschied von der Schauspielerei. Wenige Monate nach Drehschluss reiste er in die USA ab, wo er seinen Lebensabend verbrachte.
Die Kleindarstellerin Hanna Hutten (winzige Rolle einer Rot-Kreuz-Schwester) war die Tochter des Produzenten und Regisseurs Dörfler.

## Kritik
Bei Filmdienst heißt es: „Ein Film, der sich nicht nur durch platte, ordinäre Komik disqualifiziert, sondern auch durch seine Verharmlosung des Nazikriegs.“

## Einzelnachweis
1. ↑  Der Frontgockel. In: Lexikon des internationalen Films. Filmdienst, abgerufen am 1. Dezember 2019.